# 羽床村
羽床村（はゆかむら）は、香川県綾歌郡にあった村。

## 歴史
- 1890年2月15日 - 町村制施行に伴い、阿野郡羽床下村（はゆかしもむら）、小野村（おのむら）が合併し、羽床村が発足。
- 1899年4月1日 - 阿野郡が鵜足郡と合併し、綾歌郡となる。
- 1954年4月1日 - 陶村・滝宮村・昭和村と新設合併し、綾南町が発足。同日付で羽床村が廃止。

## 著名出身者
- 宮武外骨（ジャーナリスト、大字小野出身）
- 綾井武夫（衆議院議員、大字羽床下出身）